# 447 a. C.
El año 447 a. C. fue un año del calendario romano prejuliano. En el Imperio romano se conocía como el Año del consulado de Macerino y Yulo (o menos frecuentemente, año 307 Ab urbe condita).

## Acontecimientos
- Pericles dirige fuerzas atenienses en la expulsión de los bárbaros de la península de Galípoli, para establecer colonos atenienses en la región. Se envían cleruquías al Quersoneso y Eubea. Esta política de "cleruquías" o "asentamientos externos" es una forma de colonización en la que se ayudaba a gente pobre y desempleada a emigrar a nuevas regiones.
- El estratega ateniense Tólmides se apodera de Queronea en Beocia.
- Batalla de Coronea entre atenienses-Liga de Delos, que salen derrotados, y la Liga Beocia. Los atenienses abandonan Beocia y deben renunciar a la Fócide y a las ciudades de Queronea y Orcómeno.

## Fallecimientos
- Tólmides, estratega ateniense.

## Arte y literatura
- Se comienza a construir el Partenón; acabará en 432 a. C.

- Datos: Q234729